# Dos caras (telenovela)
Dos caras (en portugués: Duas caras) fue una telenovela brasileña emitida TV Globo que debutó el 1 de octubre de 2007 en sustitución de Paraíso Tropical. Su último capítulo fue al aire el 31 de mayo de 2008, con un total de 210 capítulos.
Fue escrita por Aguinaldo Silva, con la colaboración de Glória Barreto, María Elisa Berredo, Nelson Nadotti, Izabel de Oliveira, Filipe Miguez y Sérgio Goldenberg, dirigida por Cláudio Boeckel, Ary Coslov, Gustavo Fernández, Miguel Rodrigues y Pedro Carvana, con la dirección general y de núcleo de Wolf Maya.
Protagonizada antagónicalmente por Dalton Vigh como el calculador Marconi Ferrazo junto con Marjorie Estiano, antagonizada por Alinne Moraes, Rodrigo Hilbert, Ângelo Antônio, Jackson Costa y Júlio Rocha. Cuenta con las actuaciones estelares de Débora Falabella, Lázaro Ramos, Flávia Alessandra y los primeros actores Susana Vieira, Renata Sorrah, Betty Faria, José Wilker y Antônio Fagundes.

## Trama
La trama se centra en la historia de venganza de María Paula contra Marconi Ferrazo. Él tenía otra cara y otro nombre cuando cruzó el destino de la joven heredera huérfana, casó con ella, robó su fortuna y le abandonó. Diez años más tarde, ella lo encuentra en Río de Janeiro y decide hacer justicia. Sin embargo, los enfrentamientos entre la expareja y la existencia de un hijo en común revelan sentimientos inesperados.
La telenovela tiene dos fases distintas. La primera introduce los personajes principales y sus relaciones, y se centró principalmente en los protagonistas, María Paula y Adalberto Rangel (o Marconi Ferrazo). Ella, una heroína justiciera que luchará contra sus propios sentimientos para vengarse de su gran amor. Él, un villano cruel y seductor en el poco probable camino de la rehabilitación. Después de solo nueve capítulos, esta fase está cerrada y ha un pasaje de tiempo de diez años, donde son presentados el resto de los personajes.

### Primera fase
Juvenaldo, cuando niño, vive con su padre, Gilvan, y más de diez hermanos en una favela en Igarassu, Pernambuco. Sin condiciones para sustentar a su familia, el hombre vende a Juvenaldo a un estafador y proxeneta llamado Hermógenes Rangel. Rebautizado como Adalberto Rangel, el niño es separado de su familia y va por el camino de su nuevo tutor, siguiendo sus pasos criminales.
Los años pasan y la historia llega a 1997. Adalberto, ya adulto, quiere ganar su propia fortuna sin depender de su maestro. Decidido a desaparecer, da un golpe a Hermógenes y huye con todo su dinero.
Más adelante, sin querer, se ve involucrado en un accidente de coche y conoce María Paula, hija de la pareja muerta en el accidente. Él seduce en un solo día a la joven huérfana, de 18 años, y luego se casa con ella, roba su fortuna y se va, sin saber que ella está embarazada de su hijo. Adalberto cambia de identidad y rostro, convirtiéndose en Marconi Ferrazo, un hombre de negocios en la industria de la construcción. Comparte su secreto con Barbara Carreira, una ex prostituta con la que perdió su virginidad en la adolescencia, y que se convierte en su ama de llaves y cómplice para toda la vida. 
Al mismo tiempo, María Paula rehace su vida en São Paulo con la amiga de la infancia, Luciana, y la madre de ella, Jandira (exempleada de su familia). Después de dar a luz a Renato, María Paula acepta un trabajo como empacadora (pronto cajera) en un supermercado, resiste a los avances amorosos de su "eterno" enamorado, el abogado Claudio, y mantiene el objetivo de encontrar y destruir a Adalberto.
En el mismo período, Juvenal Antena, jefe de seguridad de una construcción, lidera un grupo de marginados sociales e invade una tierra, perturbando la actividad comercial de Marconi Ferraço. Juvenal Antena será el fundador de la Favela de la Portelinha y se convierte en un líder carismático y autoritario, que se enfrenta a una batalla judicial y moral con Ferrazo por el espacio en el que fue construida la favela.

### Segunda fase
Diez años pasan y María Paula, ahora una Dietista Nutricionista, es promovida a gerente de operaciones del supermercado y se ve obligada a trasladarse a Río de Janeiro (ciudad donde se encuentra su exmarido) con su ahora novio, Claudio, y su hijo Renato. Ferrazo es ahora un importante hombre de negocios y logró conquistar a María Sylvia Barreto Pessoa de Moraes, una joven de familia rica y tradicional. La protagonista descubre a su exesposo durante la cobertura de los medios a una invasión en la universidad heredada por su novia, y lo expone durante su fiesta de compromiso con Sylvia. Desde entonces, el villano se enfrenta con la mujer que engañó un día y descubre que es padre de Renato, el único hijo que Ferrazo (que se sometió a una vasectomía) puede tener. Sin embargo, María Paula es ahora una mujer decidida a vengarse del hombre que la engañó y le asegura que él sufrirá la humillación que ella sufrió, perderá su fortuna, le pedirá perdón de rodillas, confesará a sus crímenes e irá a la cárcel.
Para hacer frente a Ferrazo, la joven tendrá como aliados, a Juvenal Antena, mayor enemigo de su exesposo, y la millonaria Blanca Barreto Pessoa de Moraes, madre de Sylvia y propietaria de una universidad, que se opone al romance de su hija con Ferrazo, y simpatiza con el drama de María Paula (después de viuda, Blanca descubrió la traición de su esposo, Juan Pedro, paso a vivir en conflicto con Celia Mara, la amante de su marido, y tuvo que tolerar la presencia de su supuesta hijastra bastarda, Clarice, como heredera de la universidad). Para derrotar a María Paula, Ferrazo se unirá a su novia Sylvia, una mujer elegante y sin escrúpulos, y su abogado Barreto,  tío de Sylvia, que presta su apoyo a cambio del apoyo de Ferrazo para destruir el romance interracial de su hija Julia con Evilasio (joven de ascendencia africana y ahijado de Juvenal Antena).
Frío y calculador, Ferrazo decide acercarse del hijo, Renato, para evitar ser reportado a la policía por su exesposa (que alimenta sentimientos no resueltos por el villano). Sin embargo, conocer el niño termina haciendo surgir recuerdos que el empresario había dejado atrás y sentimientos que no sabía.
La historia toma caminos poco probables cuando Ferrazo y María Paula comienzan a darse cuenta de que los sentimientos que los unen no son solo el odio y la venganza, sino una pasión inesperada. Los avances de la celosa Sylvia para destruir Maria Paula y su hijo hacen al villano admitir que ha desarrollado nuevos sentimientos por el niño y su madre y por ello piensa revisar su historia y ajustar cuentas con el pasado. Entre los puntos culminantes de la trama, está el momento que Ferrazo se hunde en un lago para salvar a su hijo de morir ahogado, apareciendo claramente por primera vez el lado humano del personaje. Sylvia, perdiendo la cordura, habría tratado de matar al niño cuando se da cuenta de la inminente pérdida de su gran amor.
A lo largo de la trama, Ferrazo y Juvenal Antena se convierten temporalmente en aliados. Ferrazo acepta construir casas populares en la favela, para ayudar a Juvenal a derrotar a su ahijado y ahora enemigo, Evilasio, y salir elegido concejal, a cambio del apoyo de Juvenal para construir una fábrica de cemento en la favela de Portelinha. En ese momento, Ferrazo está decidido a recuperar a su exesposa y a formar una familia con ella y su hijo.
María Paula se resiste a su exmarido, pero, animada por Juvenal Antena, está de acuerdo en casarse con él de nuevo, para recuperar su fortuna y vengarse. Sin embargo, le impone un duro acuerdo prenupcial con términos tales como la reanudación de su verdadera identidad y el requisito de que Ferrazo ajuste sus cuentas con la justicia. Dispuesto a saldar cuentas con el pasado, Ferrazo busca la redención, en la esperanza de aplacar el deseo de venganza de su amada y recuperar a su familia. Él inicia una viaje con Renato, para desentrañar su historia y tiene un emotivo reencuentro con su madre y sus miserias pasadas. Sin embargo, indica que no la verá más, pero que tampoco la dejará desamparada. Ferrazo y María Paula se casan con un acuerdo de separación de cuerpos, pero, el ex villano salva su mujer de la muerte y es herido en su lugar, cuando Sylvia intenta asesinar a su rival. En esta ocasión, demuestra sin duda la sinceridad de sus sentimientos hacia la madre de su hijo y lleva María Paula a entregarse a su marido y declarar su amor a él.
Sylvia, que fue internada brevemente en un manicônio, se ve obligada a huir al buscar matar a Renato, sin éxito, por tercera vez.
María Paula, a su vez, no renuncia a hacer justicia con Ferrazo como había predicho al reencontrarlo. Ella lleva al marido a arrodillarse y lo convence a entregarse a la policía. Ferrazo es encarcelado por dos años y cuando liberado descubre que su esposa se fue con su fortuna y su hijo a un lugar desconocido, después de vender todas sus posesiones. Creyendo que había sido engañado y abandonado por su gran amor, Ferrazo llora solo en una playa, cuando de repente recibe una llamada de María Paula diciendo que le dejó un billete de avión para él y encontrarse con ella y su hijo en el Caribe. Ferrazo encuentra a su mujer e hijo y se reconcilia definitivamente con María Paula con un apasionado beso, bajo la mirada de su hijo Renato.

## Reparto
| Actor                     | Personaje                                              | Doblaje              |
| ------------------------- | ------------------------------------------------------ | -------------------- |
| Dalton Vigh               | Marconi Ferraço (Adalberto Rangel/ Juvenaldo Ferreira) | Marcos Patiño        |
| Marjorie Estiano          | María Paula Fonseca do Nascimento Ferreira             | Christine Byrd       |
| Marcos Winter             | Diputado Narciso Tellerman                             | Manuel Campuzano     |
| Alinne Moraes             | María Silvia Barreto Pessoa de Moraes                  | Karla Falcón         |
| Susana Vieira             | Blanca Maria Barreto Pessoa de Moraes                  | Magda Giner          |
| Débora Falabella          | Julia de Queiroz Barreto Caó dos Santos                | Cristina Hernández   |
| Antônio Fagundes          | Juvenal Antenal (Juvenal Ferreira dos Santos)          | Alberto Pedret       |
| Renata Sorrah             | Celia Mara de Andrade Couto Melgaço                    | Andrea Cotto         |
| Lázaro Ramos              | Evilasio Caó dos Santos                                | Mario Castañeda      |
| Betty Faria               | Bárbara Carrera                                        | Maru Guzmán          |
| Stênio Garcia             | Barreto (Dr. Paulo de Queiroz Barreto)                 | Esteban Siller       |
| Marília Gabriela          | Guigui (Margarita McKenzie Salles Prado)               | Rebeca Manríquez     |
| Caco Ciocler              | Claudio Maciel                                         | René García          |
| Flávia Alessandra         | Alzira de Andrade Correia                              | Circe Luna           |
| Letícia Spiller           | María Eva Monteiro Duarte                              | Toni Rodríguez       |
| Oscar Magrini             | Gabriel Duarte                                         | Humberto Solórzano   |
| Paulo Goulart             | Heriberto Gonçalves                                    | Herman López         |
| Eri Johnson               | José de la Feria (José Carlos Caó dos Santos)          | Salvador Nájar       |
| Bárbara Borges            | Clarissa de Andrade Couto Melgaço                      | Mónica Villaseñor    |
| Juliana Knust             | Débora Vieira Melgaço                                  | Patricia Acevedo     |
| Flávio Bauraqui           | Ezequiel Caó dos Santos                                | Alfonso Obregón      |
| Thiago Mendonça           | Bernardinho (Bernardo de la Concepción Júnior)         | Eduardo Garza        |
| Mara Manzan               | Amara - Villana                                        | María Santander      |
| Leona Cavalli             | Dalia Mendes                                           |                      |
| Wolf Maya                 | Gerardo Pescadero                                      | José Lavat           |
| Ivan de Almeida           | Misael Carpinteiro (Misael Caó dos Santos)             |                      |
| Otávio Augusto            | Antonio José Melgaço                                   | Gonzalo Curiel       |
| Ângelo Antônio            | Dorgival Correia                                       |                      |
| Júlio Rocha               | JB (Juan Batista de la Concepción)                     | Raúl Anaya           |
| Rodrigo Hilbert           | Ronildo (Guilherme McKenzie Salles Prado)              | Gabriel Ortiz        |
| Ricardo Blat              | Pastor Ignacio Lisboa                                  | Humberto Vélez       |
| Dudu Azevedo              | Barretiño (Paulo de Queiroz Barreto Hijo)              | Luis Alfonso Mendoza |
| Nuno Leal Maia            | Bernardo de la Concepción                              | Jorge Roig           |
| Alexandre Slavieiro       | Heraldo Carrera                                        |                      |
| Chica Xavier              | Madre Bina (Setembrina Caó dos Santos)                 |                      |
| Juliana Alves             | Gislaine Caó dos Santos                                | Mariana Ortiz        |
| Armando Babaioff          | Benoliel de la Concepción                              | Luis Daniel Ramírez  |
| Sheron Menezes            | Solange Couto Ferreira dos Santos Maciel               | Isabel Martiñon      |
| Cris Vianna               | Sabrina Suárez da Costa de Queiroz Barreto             | Liliana Barba        |
| Jackson Costa             | Waterloo de Sousa                                      | Pedro D'Aguillon Jr. |
| Marcela Barrozo           | Ramona Monteiro Duarte                                 | Alondra Hidalgo      |
| Júlia Almeida             | Fernanda Carrera de la Concepción                      | Mónica Manjarrez     |
| Guida Viana               | Lenir (Elenir)                                         |                      |
| Cristina Galvão           | Lucimar                                                | Ruth Toscano         |
| Josie Antello             | Amelia Caó dos Santos                                  |                      |
| Viviane Victorette        | Nadir                                                  | Gabriela Willert     |
| Teca Pereira              | Naná                                                   |                      |
| Roberto Lopes             | Gilmar                                                 |                      |
| Wilson dos Santos         | Jojó (Josélio)                                         |                      |
| Sérgio Vieira             | Petrus Monteiro Duarte                                 |                      |
| Diogo Almeida             | Rudolf Stenzel                                         | Javier Olguín        |
| Débora Olivieri           | Adelaide                                               | Erica Edwards        |
| Adriana Alves             | Condesa de Finzi-Contini (Morena)                      |                      |
| Adriano Garib             | Silvano                                                |                      |
| Susana Ribeiro            | Edivania                                               |                      |
| Alexandre Liuzzi          | Dagmar                                                 |                      |
| Paulo Serra               | Ignacio Guevara                                        |                      |
| Dani Ornellas             | Joseane                                                |                      |
| Prazeres Barbosa          | Shirley                                                |                      |
| Adriano Dória             | Marcha Lenta                                           |                      |
| Marilice Consenza         | Socorro                                                |                      |
| Antônio Firmino           | Apolo                                                  |                      |
| Guilherme Duarte          | Zidane                                                 |                      |
| Luciana Pacheco           | Denise                                                 |                      |
| Eduardo Lara              | Frango Veloz                                           |                      |
| Laura Proença             | Vesga (Salete Costa)                                   |                      |
| Leandro Ribeiro           | Osvaldo                                                |                      |
| Raquel Villar (neé Fuina) | Victoria (Doris)                                       |                      |
| Gottsha                   | Diva / Eunice                                          |                      |

Participaciones 1 °Fase
| Actor            | Personaje                      | Doblaje           |
| ---------------- | ------------------------------ | ----------------- |
| Vanessa Giácomo  | Luciana Alves Negroponte       | Leyla Rangel      |
| Eriberto Leão    | Ítalo Negroponte               | Salvador Delgado  |
| Totia Meireles   | Jandira Alves                  |                   |
| Tarcísio Meira   | Hermógenes Rangel              | Alejandro Villeli |
| Bia Seidl        | Gabriela Fonseca do Nascimento |                   |
| Fulvio Stefanini | Waldemar do Nascimento         |                   |

Participaciones Especiales
| Actor           | Personaje                            | Doblaje     |
| --------------- | ------------------------------------ | ----------- |
| Carlos Vereza   | Helmut Erdann                        |             |
| Selma Egrei     | compradora de la casa de Maria Paula |             |
| Herson Capri    | Juan Pedro Pessoa de Moraes (Joca)   |             |
| Sérgio Viotti   | Manuel de Andrade Couto              | César Arias |
| * Javier Gómez  | Dr. Hidalgo                          |             |
| Thaís de Campos | Claudine Bel-Lac                     |             |
| Fafy Siqueira   | Madame Amora                         |             |

Actriz Invitada
| Actor        | Personaje                   | Doblaje       |
| ------------ | --------------------------- | ------------- |
| Marília Pêra | Gioconda de Queiroz Barreto | Lourdes Morán |

Actor Invitado
| Actor       | Personaje          | Doblaje        |
| ----------- | ------------------ | -------------- |
| José Wilker | Francisco Macieira | Gerardo Reyero |

Presentando a
| Actor             | Personaje               | Doblaje         |
| ----------------- | ----------------------- | --------------- |
| Guilherme Gorski  | Duda (Eduardo Monteiro) | Benjamín Rivera |
| Paola Crosara     | Rebeca Lisboa           |                 |
| Débora Nascimento | Andrea Bizú             | Diana Pérez     |
| Carol Holanda     | Bárbara (joven)         |                 |
| Natasha Stransky  | Bizucita                | Claudia Mota    |

Los Niños
| Actor               | Personaje                             | Doblaje                                                                                                |
| ------------------- | ------------------------------------- | --- |
| Gabriel Sequeira    | Renato Fonseca do Nascimento Ferreira | |
| Ana Carolina Lannes | Sofia Alves Negroponte                | Montserrat Mendoza (primeros caps.) Isabel Martiñon (algunos caps.) Toni Rodríguez (resto de la serie) |
| Lucas Barros        | Dorginho (Dorgival Correia Junior)    | |
| Bernardo Mesquita   | Adalberto (joven)                     | |
| Rafaela Victor      | Míriam Lisboa                         | |
| Raphael Rodrigues   | Brucely                               | Jorge Ornelas                                                                                          |
| Matheus Costa       | Leone Alves Negroponte                | |
| Luana Dandara       | Manu (Manuela de Andrade Correia)     | |
| André Luiz Frambach | Juvenaldo Ferreira (niño)             | |

## Premios
Contigo! (2007):
- Mejor actriz de reparto - Marília Pêra
- Actriz revelación - Juliana Alves
- Actor revelación - Thiago Mendonça

 Tudo de Bom - periódico O Dia (2008):
- Mejor actriz  - Marília Pêra
- Musa - Flávia Alessandra

Super Cap de Ouro (2008):
- Mejor actor - Antônio Fagundes
- Mejor actor - Lázaro Ramos

Mis Premios Nick (2008):
- La bella del año - Juliana Knust

Jovem Brasileiro (2008):
- Mejor actor - Thiago Mendonça

Arte Qualidade Brasil (2008):
- Mejor actor - Antônio Fagundes
- Actor Revelación - Thiago Mendonça

Extra (2008):
- Mejor actor - Antônio Fagundes
- Actor revelación - Thiago Mendonça

Festnatal - Os Favoritos do Público (2008):
- Mejor actor - Lázaro Ramos

### Nominaciones
Capricho Awards (2008):
- Mejor actriz - Marjorie Estiano

PMA - Portal Multimidia Awards (2008):
- Mejor actriz - Marjorie Estiano (plata, 2ª posición)

Melhores do Ano - Domingão do Faustão (2008):
- Mejor Actor - Antônio Fagundes
- Mejor actriz de Reparto - Alinne Moraes

Quem (2008):
- Mejor Actor - Antônio Fagundes

Contigo! (2008):
- Mejor novela - Duas Caras
- Mejor autor - Aguinaldo Silva
- Mejor director - Wolf Maya
- Mejor actor - Antônio Fagundes, Dalton Vigh e Lázaro Ramos
- Mejor actriz - Susana Vieira, Alinne Moraes e Débora Falabella
- Mejor actriz de reparto - Flávia Alessandra
- Mejor actor revelación - Júlio Rocha e Wilson Dos Santos
- Mejor actriz revelación - Débora Nascimento
- Mejor actor infantil - Gabriel Sequeira
- Mejor actriz infantil - Luana Dandara

Extra (2008):
- Mejor novela - Duas Caras
- Mejor actriz - Alinne Moraes
- Mejor actor de reparto - Stênio Garcia
- Mejor actriz revelación - Juliana Alves
- Mejor actor infantil - Gabriel Sequeira
- Mejor maquillaje

Arte Qualidade Brasil (2008):
- Mejor novela - Duas Caras
- Mejor autor - Aguinaldo Silva
- Mejor director - Wolf Maya
- Mejor actriz - Alinne Moraes
- Mejor actriz de reparto - Marília Pera e Juliana Knust

Troféu Imprensa (2008 e 2009):
- Mejor novela - Duas Caras
- Mejor actor - Antônio Fagundes e Lázaro Ramos

## Emisión
Hasta diciembre de 2009, "Duas Caras" había sido autorizada y exhibida en muchos países, entre ellos:
- Albania - TV Klan[18][19]
- Armenia - APMTV[20]
- Bolivia - Unitel[21]
- Brasil - Rede Globo
- Cabo Verde - TVC
- Chile - Canal 13[22]
- Costa Rica - Repretel[23]
- Cuba- Cubavisión[24]
- Ecuador - Ecuavisa[25][26]
- El Salvador - Canal 4[27]
- Estados Unidos - Telemundo y Pasiones[28][29]
- Georgia - Rustavi 2[30][31]
- Hungría - Zone Romántica[32][33]
- Malaui
- México - Azteca Trece[34]
- Namibia -
- Nicaragua - Televicentro y Canal 4[35][36]
- Panamá - TVN[37]
- Paraguay - SNT[38][39][39]
- Perú - ATV[40]
- Polonia - Zone romántica[41][42]
- Portugal - SIC[43]
- República Dominicana - Tele Antillas[17]
- Sudáfrica - Channel 161[44]
- Uruguay - Teledoce[45]
- Venezuela - Televen
- Vietnam - VBC[46]
- Zambia - Channel 161
- Zimbabue -

## Audiencia
La telenovela fue un gran suceso en Brasil su media general fue de 41 puntos de audiencia.
- 01/10 a 06/10/2007 40 36 34 37 36 31 = 36
- 08/10 a 13/10/2007 37 38 41 35 32 32 = 36
- 15/10 a 20/10/2007 40 40 45 40 40 32 = 39
- 22/10 a 27/10/2007 43 43 43 43 37 33 = 40
- 29/10 a 03/11/2007 38 38 35 38 31 31 = 35
- 05/11 a 10/11/2007 40 39 39 39 36 33 = 38
- 12/11 a 17/11/2007 41 41 37 38 38 29 = 37
- 19/11 a 24/11/2007 39 37 41 42 40 32 = 38
- 26/11 a 01/12/2007 42 42 43 45 37 35 = 41
- 03/12 a 08/12/2007 42 43 43 40 40 32 = 40
- 10/12 a 15/12/2007 41 41 43 43 38 31 = 40
- 17/12 a 22/12/2007 40 40 44 41 37 32 = 39
- 24/12 a 29/12/2007 24 36 40 39 38 35 = 35
- 31/12 a 05/01/2008 23 40 40 41 41 39 = 37
- 07/01 a 12/01/2008 42 45 43 40 40 38 = 41
- 14/01 a 19/01/2008 46 43 40 40 40 40 = 41
- 21/01 a 26/01/2008 47 46 42 42 42 37 = 43
- 28/01 a 02/02/2008 46 49 41 42 40 32 = 42
- 04/02 a 09/02/2008 33 40 44 45 41 36 = 40
- 11/02 a 16/02/2008 45 45 40 43 42 38 = 42
- 18/02 a 23/02/2008 45 44 44 44 40 39 = 43
- 25/02 a 28/02/2008 46 45 42 46 43 33 = 43
- 03/03 a 08/03/2008 44 42 40 40 40 34 = 40
- 10/03 a 15/03/2008 45 43 42 46 42 38 = 43
- 17/03 a 22/03/2008 48 46 39 39 41 41 = 42
- 24/03 a 29/03/2008 47 47 43 44 41 38 = 43
- 31/03 a 05/04/2008 44 46 41 45 46 39 = 43
- 07/04 a 12/04/2008 46 48 44 43 40 40 = 43
- 14/04 a 19/04/2008 48 46 44 46 42 41 = 45
- 21/04 a 26/04/2008 48 46 45 46 45 38 = 45
- 28/04 a 03/05/2008 46 49 45 46 45 40 = 45
- 05/05 a 10/05/2008 46 45 41 46 43 38 = 43
- 12/05 a 17/05/2008 48 47 47 47 47 43 = 46
- 19/05 a 24/05/2008 46 45 44 45 45 39 = 44
- 26/05 a 31/05/2008 48 49 49 51 52 48 = 49

- Promedio General = 41

## Repercusión
- La novela fue un éxito donde fue vista, con exposiciones simultáneas en varios países, y señalada por la crítica como una trama intensa, densa, que se aleja de los clichés típicos del melodrama y que muestra una preocupación casi académica con las diferencias sociales en los espacios comunes en el continente de Latinoamérica.[47][39][48]
- En Brasil, tuvo una mayor audiencia entre personas de más edades y más ricas que la novela anterior del autor, Señora del Destino, con el 32 % de los espectadores mayores de 50 años, un porcentaje joven - en el rango de 12 a 17 años - de 8 % y con el 35 % de los espectadores en las clases A y B, el 50% de las clases C y D y el 15 % de los E.[49]
- Considerada impredecible y revolucionaria por la distancia de los moldes tradicionales de los buenos contra los malos, Dos Caras ha innovado al unir el villano (Dalton Vigh) y la heroína (Marjorie Estiano), al mostrar personajes centrales con personalidades complejas, como Juvenal Antena (Antônio Fagundes) y Ferrazo, y crear varias parejas interraciales como Julia (Débora Falabella) y Evilasio (Lázaro Ramos), que no necesariamente se prestan a la creación de polêmicas.[50][51]
- De acuerdo con encuesta de la columna de la experta Patricia Kogut, de 29 de mayo de 2008, Gioconda era el personaje más popular de la telenovela y la actriz Marília Pêra fue premiada por esa actuación. También, según artículo de la época, la villana Sylvia (Alinne Moraes) era muy popular entre los telespectadores.[52][6][53][54]
- Excepcionalmente criticada al principio de la novela, la actriz Marjorie Estiano, intérprete de la protagonista, finalmente cayó en el gusto del público, cuando tomó su posición de justicera en la trama, y fue nombrada como una de las heroínas Alfa de la televisión brasileña por su determinación y capacidad de desestabilizar los hombres.[55][56][57][58]
- La redención creíble y bien realizada de Ferrazo y la originalidad del final feliz entre el villano y la heroína fueron de los puntos destacados por los expertos de las telenovelas, en relación con la trama.[59]
- Las cifras indican que el público compró la redención del personaje: 91% de alrededor de 125.212 votos consideraron que Ferraço podría se regenerar.[60]
- Los televidentes presionaron por un final feliz entre la heroína y su antagonista, lo que obligó al autor Aguinaldo Silva a cumplir con sus apelos.[61]
- La cercanía amorosa de María Paula y Ferrazo contribuyó al aumento del número de audiencia.[62][63][64]
- El récord de audiencia de la novela sucedió en el capítulo en el que los protagonistas Maria Paula y Ferrazo se reconciliaron e hicieron el amor en una cama de hospital.[65][66][67]
- El romance entre la heroína y el villano impactó al público hasta el punto de más de un millón setecientos votos decidiren en el sitio de la novela por el destino amoroso de la protagonista Maria Paula y sus tres pretendientes, con 53 % de preferencia a que terminara la historia al lado del redimido Ferrazo.[68]
- En la encuesta en el sitio de Patricia Kogut, cerrado el 31 de mayo de 2008, 43,03 % votó que Ferrazo y María Paula deberían terminar juntos y felices, 37 % que deberían acabar juntos después de la venganza de María Paula contra su marido, y solo el 19,9% de los internautas votaron que deberían terminar la novela separados.[69]
- La escena de la reconciliación de los protagonistas en el hospital fue una de las más vistas en Internet hasta 2009.[70]
- La repercusión de María Paula y Ferrazo ayudó a mantener Same Mistake, canción tema de la pareja, como líder de la radio Globo FM, en el Top 10 durante varias semanas.[71]
- Juvenal Antena fue mencionado por José Alfredo (Alexandre Nero), protagonista en la telenovela Império, del mismo autor de Dos Caras, en el capítulo 15 de diciembre de 2014.
- En la misma novela Império, la villana Cora de Marjorie Estiano, intérprete de María Paula, revivió historia similar a su protagonista en Dos Caras, pero en la situación inversa: esta vez fue ella el personaje antagónico a llevar un tiro para salvar el protagonista y vivió entre los delirios una soñada noche de amor con José Alfredo en una cama de hospital.[72][73][74][75]

## Temas recurrentes
Dos Caras trata de la posibilidad de redención, de los conflictos y las ambigüedades humanas. Sus personajes son complejos, rodean entre el bien y el mal, entre el amor y el odio. Sin radicalismos, Dos Caras revela las múltiples facetas de la naturaleza humana.
- Su protagonista femenina es una heroína vengativa, obsesionada, manipuladora en su lucha por hacer justicia, con características comparables a personajes como Medea de Eurípedes y Aurélia Camargo de José de Alencar. Acerca de su trayectoria, la experta Patrícia Kogut dijo que: "Maria Paula no es una heroína en el sentido clásico, ya que ella está 'pagando un precio por su obsesión con Marconi Ferrazo'. Y las heroínas por lo general no pasan por ninguna redención moral. El mundo a su alrededor que está mal. Esta ambigüedad hace de María Paula aún más interesante". El autor Aguinaldo Silva indicó que María Paula llevaría a los espectadores a lo largo del camino que conduciría a la redención del villano, que ella sería inflexible en hacer Ferraço pagar por sus crímenes y ser digno de ella y su hijo.[77][78][79][80][81][82][83]

- Inspirada en Dostoievski, la saga tiene como protagonista masculino a su villano, un Raskólnikov de los trópicos. Corrompido por las desgracias, maestro en el arte de la seducción, redimido por el amor y el perdón, el personaje tiene elementos de otros personajes literarios, como Jean Valjean, el Vizconde de Valmont y Jean-Baptiste Grenouille. Muestra la trayectoria de su "héroe"/antihéroe desde su perdición en la infancia (cuando fue vendido por su padre a un estafador), pasando por su juventud (cuando traicionó a su mentor y robó la fortuna de su joven esposa y se fue), atraviesa su cambio de vida y de rostro hasta su regeneración inesperada, al encontrar la mujer de su pasado y un hijo cuya existencia era desconocida.[84][85][86]

- La telenovela retrata temas controversiales como el drama de las favelas, las invasiones de tierras improductivas y la especulación inmobiliaria (en los enfrentamientos entre Juvenal Antena y Marconi Ferrazo), las cirugías plásticas (en el cambio de rostro de Adalberto/Ferrazo), los prejuicios raciales (en el romance interracial de Julia y Evilasio), la dislexia (del personaje Clarice), la crisis de la educación (en los conflictos de la universidad heredada por Blanca, Silvia y Clarice), la homosexualidad (del personaje Bernardo), el alcoholismo (del personaje de José de la Feira), las vidas de las mujeres que bailan en clubes nocturnos (como el personaje Alzira), la venda y explotación de niños y mujeres (Adalberto/Ferrazo y sus hermanos; Barbara y la condesa de Finzi-Contini).

## Banda sonora

### Nacional
1. Tá Perdoado - Maria Rita
2. Trabalhador - Seu Jorge
3. Delírio dos Mortais - Djavan
4. Oração ao Tempo - Caetano Veloso
5. E Vamos á Luta - Gonzaguinha (canción inicial)
6. Canto de Oxum - Maria Bethânia
7. Ela Une Todas as Coisas - Jorge Vercilo
8. Geraldinos e Arquibaldos - Chicas
9. Negro Gato - MC Leozinho
10. Be Myself - Charlie Brown Jr.
11. Ternura - Isabella Taviani
12. Toda Vez que Eu Digo Adeus - Cássia Eller
13. Você não Entende Nada - Celso Fonseca
14. Folhetim - Luiza Possi
15. Coisas que Eu Sei - Danni Carlos
16. Quem Toma Conta de Mim - Paula Toller
17. Recomeçar - Aline Barros
18. Call Me (Instrumental) - Victor Pozas
19. The Look of Love (Instrumental) (from Casino Royale)

### Internacional
1. No One - Alicia Keys
2. Let Me Out - Ben's Brother
3. Same Mistake - James Blunt
4. Scared - Tiago Lorc
5. Lost Without You - Robin Thicke
6. Kiss Kiss - Chris Brown
7. So Much For You - Ashley Tisdale
8. Gimme More - Britney Spears
9. 2 Hearts - Kylie Minogue
10. How Deep is Your Love - The Bird And The Bee
11. You Are So Beautiful - Ivo Pessoa
12. I'm All Right - Madeleine Peyroux
13. The Look of Love (From Casino Royale) - Diana Krall
14. Yesterday - Liverpool Kids
15. All She Wants (O Xote das Meninas) - Marina Elali
16. You my Love - Double You
17. The Heart Wants What It Wants - Selena Gomez